# بارك سونغ هون
بارك سونغ هون (بالكورية: 박성훈)‏ هو ممثل كوري جنوبي. ولد يوم 18 فبراير 1985 في غواتشيون في كوريا الجنوبية.

## روابط خارجية
- بارك سونغ هون على موقع IMDb (الإنجليزية)
- بارك سونغ هون على موقع ميتاكريتيك (الإنجليزية)
- بارك سونغ هون على موقع روتن توميتوز (الإنجليزية)
- بارك سونغ هون على موقع ألو سيني (الفرنسية)
- بارك سونغ هون على موقع ميوزك برينز (الإنجليزية)
- بارك سونغ هون على موقع قاعدة بيانات الفيلم (الإنجليزية)
- بارك سونغ هون على موقع ليتربوكسد (الإنجليزية)
- بارك سونغ هون على موقع كينوبويسك (الروسية)